# کورتنی دراپر
کورتنی دراپر (انگلیسی: Courtnee Draper؛ زادهٔ ۲۴ آوریل ۱۹۸۵) هنرپیشه و صداپیشه اهل ایالات متحده آمریکا است.
از فیلم‌ها یا برنامه‌های تلویزیونی که وی در آن نقش داشته‌است می‌توان به ورونیکا مارس، سی‌اس‌آی: میامی اشاره کرد.